# Condado de Durham
El condado de Durham (pronunciado /ˈdʌɹəm/, localmente /ˈdɜːɹəm/)   es uno de los cuarenta y siete condados de Inglaterra,  Reino Unido, con capital en la homónima Durham. Ubicado en la región Nordeste limita al norte con Northumberland y Tyne y Wear, al este con el mar del Norte, al sur con Yorkshire del Norte y al oeste con Cumbria.
Es un condado de fuertes contrastes: la zona interior está escasamente poblada mientras que el litoral está altamente urbanizado. Durante un tiempo fue uno de los principales puntos de la industria minera del carbón.
La forma del nombre del condado es única en toda Inglaterra. Muchos condados reciben su nombre a partir de su capital, por lo que en este caso el nombre tendría que ser "Durhamshire". El motivo por el que se le llama condado de Durham es que los Príncipes-Obispos de Durham ejercieron su poder en otras regiones alejadas del condado por lo que la parte interior recibió el nombre de condado de Durham en oposición al resto del "estado de Durham".
El condado de Durham tiene sus límites con los Penninos al oeste, el río Tees al sur, el mar del Norte al este y los ríos Tyne y Derwent al norte. El nombre "Condado de Durham" se usa para referirse a tres entidades diferentes: el condado tradicional, el ceremonial y el administrativo.

## Artistas relacionados
El actor y humorista Rowan Atkinson (n. 1955) nació en este condado.

## Condado tradicional
El condado tradicional se extiende hacia la orilla sur del río Tyne e incluye Sunderland, South Shields y Gateshead. Limita con el condado de Cumberland, Northumberland, Westmorland y Yorkshire. El este del condado, entre el distrito de Ryhope de Sunderland y Seaton Carew en Hartlepool son la costa del mar del Norte. Las unidades autoritarias de Hartlepool, Darlington y Stockton-on-Tees forman parte del condado tradicional de Durham.

## Condado ceremonial
El condado ceremonial se estableció como el resto de consejos de condados ingleses en 1888. La reorganización de 1974 creó los distritos metropolitanos de Sunderland, South Tyneside y Gateshead dentro del nuevo condado de Tyne y Wear. Al mismo tiempo, el nuevo condado de Cleveland se quedó con Stockton-on-Tees y Hartlepool. Durham ganó el distrito rural de Startforth. Desde la abolición de Cleveland, Hartlepool y Stockton-on-Tees están unidos a Durham solo para cuestiones ceremoniales. El condado limita con los condados ceremoniales de North Yorkshire, Cumbria, Northumberland y Tyne y Wear.

## Condado administrativo
El actual consejo del condado de Durham administra el área del condado ceremonial con la excepción de Hartlepool, Darlington y Stockton-on-Tees que son unidades autónomas. El condado está dividido en siete gobiernos locales.

## Lugares de interés
- El castillo de Auckland
- El castillo de Barnard
- La catedral de Durham
- El castillo de Durham